# Vadsbro kyrka

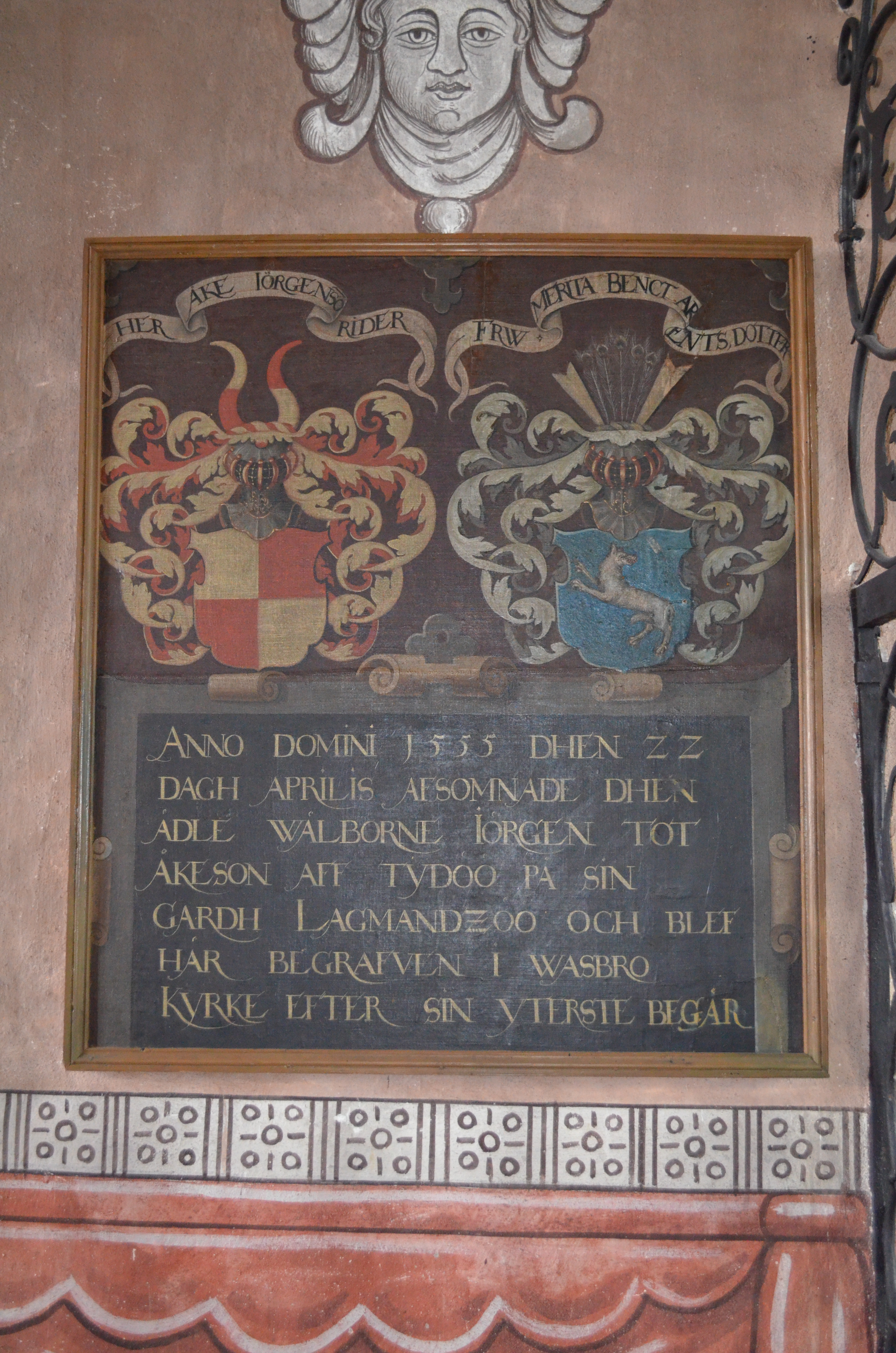
Epitafium över Jörgen Åkesson (Tott), död 1555

Vadsbro kyrka är en kyrka i Bettna församling. Kyrkan ligger i Vadsbro i Flens kommun.

## Kyrkobyggnaden
Kyrkan byggdes under 1100-talet men präglas av de två gravkoren från senare tid. Det Ryningska koret är från 1650-talet. Intill ligger det något enklare Falkenbergska gravkoret från början av 1700-talet. Interiören präglas av stjärnvalven från 1400-talet som dekorerats med kalkmålningar under 1460-talet. En fristående klockstapel av trä är uppförd åren 1653-1654. Stora kyrkklockan är gjuten 1653 och mellanklockan är gjuten 1654. Lillklockan är gjuten 1876.

## Inventarier
- Dopfunten av gotländsk marmor med fot av gråsten dateras till 1200-talet. En omfattande samling epitafier präglar interiören, såväl i långhuset som på läktaren.

## Orgel
År 1904 byggde Setterquist & Son en orgel till kyrkan. Församlingen skickade ett tacksamhetsbevis till tillverkaren.

### Webbkällor
- byggnadspresentation